# José van der Ploeg
José Maria van der Ploeg (4 maggio 1958) è un ex velista spagnolo.

## Palmarès

### Olimpiadi
- 1 medaglia:
  - 1 oro (Barcellona 1992 nella classe Finn)